# Clásicos del Prado
El término Clásicos del Prado hace referencia a una serie de enfrentamientos directos entre los tres equipos del barrio Prado de la ciudad de Montevideo, Uruguay: Wanderers, River Plate y Bella Vista.
Originalmente no ha existido una marcada rivalidad entre dichas instituciones, por lo que son considerados más bien vecinos que rivales clásicos. De todas formas, en los últimos años la rivalidad creció, de la mano con una postura periodística de utilizar el término clásico. Como Bella Vista estuvo sin competir en los últimos años, últimamente los partidos entre River Plate y Wanderers son considerados como el "Clásico del Prado" o la "fiesta del barrio".

## Historia
Existen tres clubes cuyo escenarios están ubicados en la zona del Prado y que han competido a lo largo de la historia en el Fútbol Uruguayo, éstos son: Montevideo Wanderers Fútbol Club, Club Atlético River Plate y Club Atlético Bella Vista. Los estadios que utilizan los clubes del Prado se encuentran a menos de 6 cuadras de distancia entre sí: (Bella Vista: Estadio José Nasazzi,  River Plate: Estadio Parque Federico Omar Saroldi, y Wanderers: Estadio Parque Alfredo Víctor Viera).
Se trata de tres instituciones tradicionales dentro del fútbol uruguayo, que con el paso de los años se han disputado generar la mayor influencia de los hinchas sobre esa zona de la capital montevideana. En el caso de Wanderers, el Bohemio está instalado en el Prado desde su fundación, en 1902. El club tiene su estadio y sede en el mismo predio, en el corazón del barrio. Situación similar ocurre con el C.A. River Plate, institución que surgió para continuar el legado del viejo River Plate F.C. y que surgió en la zona de la Aduana, pero que rápidamente se instaló en el Prado. El club Darsenero tiene su estadio a pasos de distancia del de Wanderers, en la misma manzana, y cuya sede social se encuentra pegada al terreno del escenario deportivo. En el caso de Bella Vista, el Papal tiene su estadio a unas seis cuadras de distancia, por lo que disputa el territorio del Prado junto a River y Wanderers. De todas formas, el club se encuentra también instalado en el barrio del mismo nombre (Bella Vista), sitio en el que se encuentra su sede social.

## Enfrentamientos Oficiales entre River Plate y Bella Vista
| 1932    | RIVER PLATE     | 3-1 | Copa Uruguaya                  | Primera Rueda         |
| 1932    | RIVER PLATE     | 1-0 | Copa Uruguaya                  | Segunda Rueda         |
| 1932    | RIVER PLATE     | 2-1 | Copa Uruguaya                  | Tercera Rueda         |
| 1933    | empate          | 0-0 | Copa Uruguaya                  | Primera Rueda         |
| 1933    | RIVER PLATE     | 1-0 | Copa Uruguaya                  | Segunda Rueda         |
| 1933    | BELLA VISTA     | 2-1 | Copa Uruguaya                  | Tercera Rueda         |
| 1934    | RIVER PLATE     | 3-1 | Copa Uruguaya                  | Primera Rueda         |
| 1934    | RIVER PLATE     | 3-2 | Copa Uruguaya                  | Segunda Rueda         |
| 1934    | RIVER PLATE     | 1-0 | Copa Uruguaya                  | Tercera Rueda         |
| 1935    | RIVER PLATE     | 3-2 | Copa Uruguaya                  | Primera Rueda         |
| 1935    | RIVER PLATE     | 3-2 | Torneo de Honor                |                       |
| 1935    | RIVER PLATE     | 3-2 | Copa Uruguaya                  | Segunda Rueda         |
| 1936    | BELLA VISTA     | 4-1 | Copa Uruguaya                  | Primera Rueda         |
| 1936    | RIVER PLATE     | 2-1 | Copa Uruguaya                  | Segunda Rueda         |
| 1937    | BELLA VISTA     | 2-1 | Torneo de Honor                |                       |
| 1937    | BELLA VISTA     | 2-0 | Copa Uruguaya                  | Primera Rueda         |
| 1937    | RIVER PLATE     | 4-2 | Copa Uruguaya                  | Segunda Rueda         |
| 1938    | empate          | 1-1 | Torneo de Honor                |                       |
| 1938    | empate          | 0-0 | Copa Uruguaya                  | Primera Rueda         |
| 1938    | BELLA VISTA     | 2-1 | Copa Uruguaya                  | Segunda Rueda         |
| 1939    | empate          | 0-0 | Torneo de Honor                |                       |
| 1939    | RIVER PLATE     | 3-2 | Copa Uruguaya                  | Primera Rueda         |
| 1939    | empate          | 1-1 | Copa Uruguaya                  | Segunda Rueda         |
| 1940    | RIVER PLATE     | 1-0 | Torneo de Honor                |                       |
| 1940    | BELLA VISTA     | 3-1 | Copa Uruguaya                  | Primera Rueda         |
| 1940    | RIVER PLATE     | 5-0 | Copa Uruguaya                  | Segunda Rueda         |
| 1941    | RIVER PLATE     | 1-0 | Torneo Competencia             |                       |
| 1941    | BELLA VISTA     | 1-0 | Copa Uruguaya                  | Primera Rueda         |
| 1941    | RIVER PLATE     | 5-1 | Copa Uruguaya                  | Segunda Rueda         |
| 1943    | RIVER PLATE     | 2-0 | Segunda División               | Primera Rueda         |
| 1943    | BELLA VISTA     | 3-1 | Segunda División               | Segunda Rueda         |
| 1950    | empate          | 2-2 | Torneo Competencia             |                       |
| 1950    | RIVER PLATE     | 3-1 | Copa Uruguaya                  | Primera Rueda         |
| 1950    | RIVER PLATE     | 3-0 | Copa Uruguaya                  | Segunda Rueda         |
| 1951    | RIVER PLATE     | 3-1 | Torneo Competencia             |                       |
| 1953    | BELLA VISTA     | 2-0 | Torneo Competencia             |                       |
| 1956    | RIVER PLATE     | 4-0 | Segunda División               | Primera Rueda         |
| 1956    | RIVER PLATE     | 2-1 | Segunda División               | Segunda Rueda         |
| 1957    | RIVER PLATE     | 3-0 | Segunda División               | Primera Rueda         |
| 1957    | RIVER PLATE     | 1-0 | Segunda División               | Segunda Rueda         |
| 1957    | RIVER PLATE     | 4-1 | Segunda División               | Tercera Rueda         |
| 1960    | empate          | 3-3 | Segunda División               | Primera Rueda         |
| 1960    | BELLA VISTA     | 2-1 | Segunda División               | Segunda Rueda         |
| 1960    | BELLA VISTA     | 4-1 | Segunda División               | Tercera Rueda         |
| 1961    | BELLA VISTA     | 3-1 | Segunda División               | Primera Rueda         |
| 1961    | BELLA VISTA     | 3-1 | Segunda División               | Segunda Rueda         |
| 1962    | BELLA VISTA     | 1-0 | Segunda División               | Primera Rueda         |
| 1962    | BELLA VISTA     | 2-0 | Segunda División               | Segunda Rueda         |
| 1963    | BELLA VISTA     | 2-0 | Segunda División               | Primera Rueda         |
| 1963    | RIVER PLATE     | 3-1 | Segunda División               | Segunda Rueda         |
| 1964    | BELLA VISTA     | 3-2 | Segunda División               | Primera Rueda         |
| 1964    | RIVER PLATE     | 2-0 | Segunda División               | Segunda Rueda         |
| 1965    | BELLA VISTA     | 4-3 | Segunda División               | Primera Rueda         |
| 1965    | empate          | 1-1 | Segunda División               | Segunda Rueda         |
| 1966    | empate          | 0-0 | Segunda División               | Primera Rueda         |
| 1966    | RIVER PLATE     | 4-2 | Segunda División               | Segunda Rueda         |
| 1967    | RIVER PLATE     | 3-1 | Segunda División               | Primera Rueda         |
| 1967    | empate          | 0-0 | Segunda División               | Segunda Rueda         |
| 1969    | empate          | 1-1 | Copa Uruguaya                  | Primera Rueda         |
| 1969    | BELLA VISTA     | 2-0 | Copa Uruguaya                  | Segunda Rueda         |
| 1969    | RIVER PLATE     | 1-0 | Copa Uruguaya                  | Fase de Campeonato    |
| 1970    | empate          | 1-1 | Copa Uruguaya                  | Primera Rueda         |
| 1970    | RIVER PLATE     | 3-0 | Copa Uruguaya                  | Segunda Rueda         |
| 1971    | empate          | 0-0 | Copa Uruguaya                  | Primera Rueda         |
| 1971    | BELLA VISTA     | 1-0 | Copa Uruguaya                  | Segunda Rueda         |
| 1972    | BELLA VISTA     | 1-0 | Copa Uruguaya                  | Primera Rueda         |
| 1972    | empate          | 1-1 | Copa Uruguaya                  | Segunda Rueda         |
| 1973    | BELLA VISTA     | 2-1 | Torneo Ciudad de Montevideo    |                       |
| 1973    | empate          | 1-1 | Copa Uruguaya                  | Primera Rueda         |
| 1973    | RIVER PLATE     | 1-0 | Copa Uruguaya                  | Segunda Rueda         |
| 1974    | falta resultado |     | Torneo Campeones Olímpicos     |                       |
| 1974    | BELLA VISTA     | 1-0 | Copa Uruguaya                  | Primera Rueda         |
| 1974    | empate          | 1-1 | Copa Uruguaya                  | Segunda Rueda         |
| 1977    | falta resultado |     | Liga Mayor                     | Primera Fase          |
| 1977    | BELLA VISTA     | 2-1 | Copa Uruguaya                  | Primera Rueda         |
| 1977    | empate          | 0-0 | Copa Uruguaya                  | Segunda Rueda         |
| 1978    | empate          | 1-1 | Liga Mayor                     | Segunda Fase          |
| 1979    | RIVER PLATE     | 2-1 | Copa Uruguaya                  | Primera Rueda         |
| 1979    | empate          | 1-1 | Copa Uruguaya                  | Segunda Rueda         |
| 1980    | BELLA VISTA     | 3-0 | Copa Uruguaya                  | Primera Rueda         |
| 1980    | RIVER PLATE     | 3-2 | Copa Uruguaya                  | Segunda Rueda         |
| 1980    | BELLA VISTA     | 4-2 | Torneo Ciudad de Montevideo    | Primera Fase          |
| 1981    | BELLA VISTA     | 5-2 | Copa Uruguaya                  | Primera Rueda         |
| 1981    | empate          | 0-0 | Copa Uruguaya                  | Segunda Rueda         |
| 1982    | RIVER PLATE     | 1-0 | Liguilla Pre-Libertadores 1981 |                       |
| 1982    | empate          | 1-1 | Torneo Copa de Oro             |                       |
| 1982    | BELLA VISTA     | 3-1 | Copa Uruguaya                  | Primera Rueda         |
| 1982    | empate          | 2-2 | Copa Uruguaya                  | Segunda Rueda         |
| 1983    | BELLA VISTA     | 2-0 | Copa Uruguaya                  | Primera Rueda         |
| 1983    | BELLA VISTA     | 2-0 | Copa Uruguaya                  | Segunda Rueda         |
| 1985    | BELLA VISTA     | 2-1 | Torneo Competencia             |                       |
| 1985    | RIVER PLATE     | 2-1 | Copa Uruguaya                  | Primera Rueda         |
| 1985    | RIVER PLATE     | 2-1 | Copa Uruguaya                  | Segunda Rueda         |
| 1986    | empate          | 0-0 | Torneo Competencia             |                       |
| 1986    | empate          | 0-0 | Torneo 75 aniv. C.N.E.F.       | River 4-1 en penales  |
| 1986    | RIVER PLATE     | 1-0 | Copa Uruguaya                  | Primera Rueda         |
| 1986    | empate          | 1-1 | Copa Uruguaya                  | Segunda Rueda         |
| 1987    | empate          | 1-1 | Torneo Competencia             |                       |
| 1987    | RIVER PLATE     | 2-1 | Copa Uruguaya                  | Primera Rueda         |
| 1987    | RIVER PLATE     | 3-2 | Copa Uruguaya                  | Segunda Rueda         |
| 1988    | empate          | 1-1 | Liguilla Pre-Libertadores 1987 |                       |
| 1988    | BELLA VISTA     | 1-0 | Torneo Competencia             |                       |
| 1988    | empate          | 0-0 | Copa Uruguaya                  | Primera Rueda         |
| 1988    | empate          | 1-1 | Copa Uruguaya                  | Segunda Rueda         |
| 1989    | BELLA VISTA     | 3-2 | Torneo Competencia             |                       |
| 1989    | BELLA VISTA     | 1-0 | Copa Uruguaya                  | Rueda Única           |
| 1990    | RIVER PLATE     | 1-0 | Torneo Competencia             | Primera Fase          |
| 1990    | empate          | 1-1 | Torneo Competencia             | Ronda Perdedores      |
| 1990    | BELLA VISTA     | 1-0 | Copa Uruguaya                  | Primera Rueda         |
| 1990    | BELLA VISTA     | 3-0 | Copa Uruguaya                  | Segunda Rueda         |
| 1992    | BELLA VISTA     | 2-0 | Copa Uruguaya                  | Primera Rueda         |
| 1992    | BELLA VISTA     | 2-1 | Copa Uruguaya                  | Segunda Rueda         |
| 1993    | BELLA VISTA     | 4-1 | Liguilla Pre-Libertadores 1992 |                       |
| 1993    | empate          | 1-1 | Copa Uruguaya                  | Primera Rueda         |
| 1993    | RIVER PLATE     | 2-1 | Copa Uruguaya                  | Segunda Rueda         |
| 1994    | RIVER PLATE     | 2-1 | Copa Uruguaya                  | Torneo Apertura       |
| 1994    | RIVER PLATE     | 3-0 | Copa Uruguaya                  | Torneo Clausura       |
| 1998    | BELLA VISTA     | 3-2 | Copa Uruguaya                  | Torneo Apertura       |
| 1998    | empate          | 1-1 | Copa Uruguaya                  | Torneo Clausura       |
| 1998    | BELLA VISTA     | 2-0 | Liguilla Pre-Libertadores      |                       |
| 1999    | BELLA VISTA     | 2-0 | Copa Uruguaya                  | Torneo Apertura       |
| 1999    | RIVER PLATE     | 3-0 | Copa Uruguaya                  | Torneo Clausura       |
| 2000    | RIVER PLATE     | 4-2 | Copa Uruguaya                  | Torneo Apertura       |
| 2000    | BELLA VISTA     | 3-2 | Copa Uruguaya                  | Torneo Clausura       |
| 2001    | empate          | 1-1 | Copa Uruguaya                  | Torneo Clasificatorio |
| 2002    | RIVER PLATE     | 2-0 | Copa Uruguaya                  | Torneo Clasificatorio |
| 2002    | RIVER PLATE     | 3-1 | Copa Uruguaya                  | Torneo Permanencia    |
| 2002    | BELLA VISTA     | 2-1 | Copa Uruguaya                  | Torneo Permanencia    |
| 2003    | BELLA VISTA     | 4-2 | Copa Uruguaya                  | Torneo Apertura       |
| 2003    | empate          | 1-1 | Copa Uruguaya                  | Torneo Clausura       |
| 2006/07 | BELLA VISTA     | 1-0 | Copa Uruguaya                  | Torneo Apertura       |
| 2006/07 | RIVER PLATE     | 3-1 | Copa Uruguaya                  | Torneo Clausura       |
| 2007/08 | RIVER PLATE     | 1-0 | Copa Uruguaya                  | Torneo Apertura       |
| 2007/08 | RIVER PLATE     | 2-0 | Copa Uruguaya                  | Torneo Clausura       |
| 2008/09 | RIVER PLATE     | 3-1 | Copa Uruguaya                  | Torneo Apertura       |
| 2008/09 | RIVER PLATE     | 3-2 | Copa Uruguaya                  | Torneo Clausura       |
| 2010/11 | BELLA VISTA     | 1-0 | Copa Uruguaya                  | Torneo Apertura       |
| 2010/11 | empate          | 2-2 | Copa Uruguaya                  | Torneo Clausura       |
| 2011/12 | BELLA VISTA     | 2-1 | Copa Uruguaya                  | Torneo Apertura       |
| 2011/12 | RIVER PLATE     | 1-0 | Copa Uruguaya                  | Torneo Clausura       |
| 2012/13 | BELLA VISTA     | 2-0 | Copa Uruguaya                  | Torneo Apertura       |
| 2012/13 | RIVER PLATE     | 1-0 | Copa Uruguaya                  | Torneo Clausura       |

## Historial de partidos
| Competencia                 | PJ  | River Plate | empates | Bella Vista | Goles River Plate | Goles Bella Vista |
| COPA URUGUAYA               | 91  | 40          | 21      | 30          | 132               | 115               |
| Segunda División            | 24  | 10          | 4       | 10          | 42                | 37                |
| Torneo Competencia          | 11  | 3           | 4       | 4           | 12                | 13                |
| Torneo de Honor             | 5   | 2           | 2       | 1           | 6                 | 5                 |
| Liguilla Pre-Lbertadores    | 4   | 1           | 1       | 2           | 3                 | 7                 |
| Torneo Ciudad de Montevideo | 2   | 0           | 0       | 2           | 3                 | 6                 |
| Lga Mayor                   | 1   | 0           | 1       | 0           | 1                 | 1                 |
| Torneo 75 aniv. C.N.E.F.    | 1   | 0           | 1       | 0           | 0                 | 0                 |
| Torneo Copa de Oro          | 1   | 0           | 1       | 0           | 1                 | 1                 |
|                             |     |             |         |             |                   |                   |
| Total                       | 140 | 56          | 35      | 49          | 200               | 185               |

## Comparación entre los equipos
A continuación, una tabla comparativa a nivel institucional y deportivo entre los tres clubes.
- Actualizado a la Temporada 2021.

|                                              | River Plate                                           | M. Wanderers                                     | Bella Vista                                        |
| -------------------------------------------- | ----------------------------------------------------- | ------------------------------------------------ | -------------------------------------------------- |
| Fundación                                    | 11 de mayo de 1932                                    | 15 de agosto de 1902                             | 4 de octubre de 1920                               |
| Sede social                                  | Av. Atilio Pelosi y. Av. 19 de Abril - Sede La Casona | Av. Buschental 3820 - Sede Presidente Mateo Giri | Agraciada 3100 esq. Grito de Asencio - Sede social |
| Estadio                                      | Parque Federico Omar Saroldi (Av. Atilio Pelosi)      | Alfredo Víctor Viera (Av. Buschental 3834)       | José Nasazzi (Av. Lucas Obes 849)                  |
| Temporadas en Primera División               | 73                                                    | 105                                              | 56                                                 |
| Goleadores en Primera División               | 2                                                     | 2                                                | 0                                                  |
| Títulos Profesionales en la Primera División | 0                                                     | 0                                                | 1                                                  |
| Títulos amateur en la Primera División       | 0                                                     | 3                                                | 1                                                  |
| Títulos en Copas Nacionales oficiales        | 2                                                     | 13                                               | 4                                                  |
| Títulos en Total                             | 6                                                     | 18                                               | 2                                                  |
| Participaciones en Copa Libertadores         | 1                                                     | 10                                               | 6                                                  |
| Categoría Actual                             | Primera División (1/3)                                | Primera División (1/3)                           | Segunda División (2/3)                             |